# 东保卫街道
东保卫街道，是中华人民共和国黑龙江省双鸭山市宝山区下辖的一个乡镇级行政单位。

## 行政区划
东保卫街道下辖以下地区：
东兴社区。